# Rouhling
Rouhling é uma comuna francesa na região administrativa de Grande Leste, no departamento de Mosela. Estende-se por uma área de 6,02 km². Em 2010 a comuna tinha 2 086 habitantes (densidade: 346,5 hab./km²).